# Северная армейская группа
Северная армейская группа — временное войсковое объединение РККА Советских Вооружённых Сил, существовавшее в период 18 — 28 сентября 1939 года.
В литературе встречается наименование временного формирования — Северная группа. Войскам группы запрещалось обстреливать и подвергать бомбардировке населённые пункты, а также вести боевые действия против польских войск, если они не оказывают сопротивления. Военнослужащим РККА разъяснялось, что они идут в Западную Белоруссию и на Западную Украину не как завоеватели, а как освободители украинских и белорусских братьев от гнёта, эксплуатации и власти помещиков и капиталистов. Войскам предписывалось при встрече с немецкими войсками не давать поводов для провокаций и не допускать захвата немцами территорий, населённых белорусами и украинцами. При попытках же такого захвата отдельными германскими частями, несмотря ни на что, вступать с ними в бой и оказывать гитлеровцам решительный отпор.

## История
18 сентября 1939 года Шепетовская армейская группа переименована в Северную армейскую группу, которая вошла в состав Украинского фронта.
07.00. 36-я легкотанковая бригада (36 лтбр) 8-го стрелкового корпуса (8 ск) освободила город Дубно, в котором в плен были взяты тыловые части 18-й и 26-й польских пехотных дивизий. Всего в плен попало 6 000 военнослужащих, трофеями танковой бригады стали 12 орудий, 70 пулемётов, 3 000 винтовок, 50 автомашин и 6 воинских поездов с вооружением.
11.00. Советские войска 8-го стрелкового корпуса после небольшого боя вступили в город Рогачув, где были взяты в плен 200 польских военнослужащих и захвачено четыре воинских поезда со снаряжением и боеприпасами.
17.00. 36-я легкотанковая бригада 8-го стрелкового корпуса и разведывательный батальон 45-й стрелковой дивизии (45 сд) 15-го стрелкового корпуса (15 ск) вступили в город Луцк, в районе которого было разоружено и взято в плен до 9 000 польских военнослужащих, а трофеями стали 7 000 винтовок, 40 пулемётов, один танк и четыре воинских поезда с военным имуществом.
19 сентября
На правом фланге армейской группы к утру 60-я стрелковая дивизия (60 сд) 15 ск достигла позиций польского Сарненского укреплённого района (далее УР) оборонительной линии «Полесье» и завязала бои за овладение им. Польские укрепления находились на правом берегу р. Случь и это обстоятельство осложняло борьбу с ними.
87-я стрелковая дивизия 15 ск в районе Костополя вступила в бой с противником силой до двух пехотных полков с артиллерией.
С утра 36 лтбр 8 ск двинулась к городу Торчин. Приблизительно в 17.30 36 лтбр 8 ск из г. Торчин выступила к г. Владимир-Волынский и 23.30 после небольшого боя с польскими войсками вступила в город.
20 сентября
60 сд 15 ск штурмовала Сарненский УР. В городе Владимир-Волынский командир 36 лтбр 8 ск комбриг Богомолов начал вести переговоры с начальником польского гарнизона об условиях мирной сдачи города, которые закончились сдачей гарнизона.
Войска 8-го стрелкового корпуса 19 — 20 сентября совершали марш к г. Владимир-Волынский.
21 сентября
До этого дня в течение двух дней войска 60 сд 15 ск прорвали Сарненский УР на участке Тынне — Князь-Село и вступили в г. Сарны. В 04.00 разведывательный батальон 45 сд 15 ск вступил в г. Ковель.
21 — 22 сентября 87 сд на рубеже Навуз — Боровичи уничтожила оказавшие сопротивление части 3-го польского пехотного полка.
В 10.30 в штаб Украинского фронта поступил приказ Наркома обороны Союза ССР № 16693, об остановке войск на линии, достигнутой передовыми частями к 20.00 20 сентября. Перед войсками ставилась задача находиться в состоянии полной боеготовности, быть готовыми двигаться далее.
22 сентября
44-я и 81-я стрелковые дивизии 8-го стрелкового корпуса вышли на фронт г. Владимир-Волынский — Сокаль.
К закату солнца 22 сентября войска Северной армейской группы вышли на линию населённых пунктов г. Ковель — Рожице — г. Владимир-Волынский — Иваничи.
23 сентября
36 лтбр 8 ск до этого дня оставалась на окраине г. Владимира-Волынского, разоружая подходящие к городу группы польских войск. Войска Северной армейской группы возобновили продвижение на запад. На северном фланге наступали дивизии 15 ск.
24 сентября
В 00.30  разведывательный батальон 45 сд 15 ск вошёл в г. Любомль. Временная администрация города приступила к оказанию помощи населению, так как в городе отсутствовали продукты.
25 сентября
Перейдя через р. Западный Буг, в 14.30 36 лтбр 8 ск достигла г. Холм и, собрав силы в кулак, атаковала город. Войска 15 ск начали форсировать реку Западный Буг. До 25 сентября 60 сд 15 ск собирала в Сарненском УРе оружие и боеприпасы.
Войска 15 ск начали форсировать реку Западный Буг.
26 сентября
В 14.00 с боями 36 лтбр освободила г. Холм (Хелм). Были взяты трофеи. Войска 15 ск 25 — 26 сентября форсировали реку Западный Буг.
26 — 27 сентября 36 лтбр охраняла г. Холм, ожидая подтягивания пехоты 15 ск.
28 сентября Северная армейская группа переименована в 5-ю армию. Дивизии 15-го стрелкового корпуса вышли на фронт Влодава — Пугачув — Пяски, где были остановлены. 36 лтбр 8 ск выступила в направлении г. Люблин, но, достигнув в 12.00 населённого пункта Пяски, стало известно, что город занят германскими войсками.

## В составе
Украинский фронт

## Состав
На 18 сентября 1939 года:
- Северная армейская группа:[3],[2]

- Управление 15-го стрелкового корпуса, корпусные части:

- 60-я стрелковая дивизия.
- 45-я стрелковая дивизия.
- 87-я стрелковая дивизия.

- Управление 8-го стрелкового корпуса, корпусные части:

- 81-я стрелковая дивизия.
- 44-я стрелковая дивизия.
- 36-я легкотанковая бригада (142 единицы Т-26).

## Командование
- Иван Герасимович Советников, командующий войсками группы, комдив (18 — 28.09.1939).[4],[2]
- П. А. Диброва, член Военного совета, бригадный комиссар (18 — 28.09.1939).[4],[2]